# Port lotniczy Vichadero
Port lotniczy Vichadero (hiszp. Aeropuerto Vichadero) – jeden z urugwajskich portów lotniczych. Znajduje się w mieście Vichadero.